# NGC 1721
NGC 1721 is een lensvormig sterrenstelsel in het sterrenbeeld Eridanus. Het hemelobject werd op 10 november 1885 ontdekt door de Amerikaanse astronoom Edward Emerson Barnard.

## Synoniemen
- PGC 16484
- MCG -2-13-27
- VV 699
- IRAS04569-1111